# The Jailbreaker
The Jailbreaker è un cortometraggio muto del 1919 diretto da Charles Parrott (Charley Chase).

## Produzione
Il film fu prodotto dalla Century Comedies (Century Film).

## Distribuzione
Distribuito dall'Universal Film Manufacturing Company, il film - un cortometraggio in due bobine - uscì nelle sale cinematografiche USA il 2 settembre 1919.